# Gbenga Okunowo
Gbenga Samuel Okunowo (ur. 1 marca 1979 w Ibadanie) – nigeryjski piłkarz grający na pozycji prawego obrońcy. Nosi przydomek „Oku”.

## Kariera klubowa
Pierwszym klubem w karierze Okunowo był mały klub o nazwie Exide. W 1996 roku Okunowo przeszedł do Shooting Stars FC i w 1996 roku w wieku 17 lat zadebiutował w Nigeria Premier League. Był jedną z czołowych postaci swojej drużyny i jednym z najlepszych jej obrońców. W 1996 doszedł z Shooting Stars do finału Afrykańskiej Ligi Mistrzów, ale tam nigeryjski zespół przegrał z Zamalekiem Kair (Okunowo nie grał w meczach finałowych). W 1997 roku zajął z Shooting Stars 3. miejsce w lidze i nadal był podstawowym zawodnikiem klubu z Ibadanu.
W listopadzie 1997 Okunowo przeprowadził się do Katalonii, gdyż na turnieju Meridian Cup wypatrzyli go skauci słynnej Barcelony. Barcelona zapłaciła za niego sumę 50 tysięcy dolarów. Niedługo potem doznał jednak kontuzji mięśnia i pauzował przez 3 miesiące. Wrócił do treningów, ale w zespole Barcelony B nie zagrał żadnego meczu, przechodząc rehabilitację. Latem 1998 został przesunięty do pierwszego zespołu „Barcy”. W Barcelonie zadebiutował 18 sierpnia w meczu Superpucharu Hiszpanii, przegranym 1:2 z RCD Mallorca. Trener Louis van Gaal przesunął Okunowo ze środka pomocy na prawą obronę i na takiej pozycji Nigeryjczyk grał w Primera División. W całym sezonie zagrał w 14 meczach, w tym w 8 występując w pierwszej jedenastce. W lidze z Barceloną wywalczył mistrzostwo (11 punktów przewagi nad drugim Realem Madryt). Zagrał także w 5 meczach Ligi Mistrzów, jednak Barcelona nie potrafiła wyjść z grupy plasując się za Bayernem Monachium i Manchesterem United.
Latem 1999 Okunowo został wypożyczony do portugalskiej Benfiki Lizbona. Zajął z nią 3. miejsce w lidze i zdobył 1 gola w sezonie (w wygranym 2:0 meczu z Estrelą Amadora), nie wywalczył jednak miejsca w składzie na dłużej. W sezonie 2000/2001 podczas jednego z treningów doznał kontuzji kolana, jednak po krótkim czasie wrócił do gry zamiast wyleczyć kontuzję. Z Benficą zajął niską 6. pozycję w lidze.
Latem 2001 Okunowo wrócił do Barcelony, jednak nie miał szans by grać w pierwszej jedenastce i został wypożyczony do klubu z Segunda División, CD Badajoz, z którym zajął 12. miejsce. Po sezonie, w czerwcu 2002 rozwiązał kontrakt z Barceloną. Był bliski podpisania kontraktu z Ionikosem Pireus, ale po raz kolejny doznał kontuzji i transfer nie doszedł do skutku, a Gbenga postanowił się wyleczyć. W sezonie 2002/2003 trenował z Shooting Stars, przebywał na testach w szwedzkim Hammarby IF, ale w końcu do lata 2003 nie znalazł klubu.
W lipcu 2003 podpisał 2-letni kontrakt z Dinamem Bukareszt. W Divizii A zadebiutował 9 sierpnia 2004 w przegranym 1:2 meczu z FC Argeș Pitești. Zagrał jeszcze w kolejnym meczu z FC Oradea i więcej nie pojawił się na boisku w lidze rumuńskiej, wywalczając z Dinamem mistrzostwo kraju. Latem 2004 przeszedł do SK Tirana, z którą został mistrzem Albanii. Sezon 2005/2006 Okunowo spędził w Metalurgu Donieck, w którym zagrał 2 mecze w Wyszczej Lidze, a w sezonie 2006/2007 był zawodnikiem Stali Ałczewsk. Grał też w VB Sports, Waltham Forest i Sunshine Stars.
| Sezon   | Klub                | Kraj       | Rozgrywki              | Mecze | Bramki |
| ------- | ------------------- | ---------- | ---------------------- | ----- | ------ |
| 1996    | Shooting Stars FC   | Nigeria    | Nigeria Premier League | ?     | ?      |
| 1997    | Shooting Stars FC   | Nigeria    | Nigeria Premier League | ?     | ?      |
| 1997/98 | FC Barcelona B      | Hiszpania  | Segunda División B     | 0     | 0      |
| 1998/99 | FC Barcelona        | Hiszpania  | Primera División       | 14    | 0      |
| 1999/00 | SL Benfica          | Portugalia | Portugalska Superliga  | 9     | 1      |
| 2000/01 | SL Benfica          | Portugalia | Portugalska Superliga  | ?     | ?      |
| 2001/02 | CD Badajoz          | Hiszpania  | Segunda División       | ?     | ?      |
| 2003/04 | FC Dinamo Bukareszt | Rumunia    | Divizia A              | 2     | 0      |
| 2004/05 | SK Tirana           | Albania    | Kategoria Superiore    | ?     | ?      |
| 2005/06 | Metalurg Donieck    | Ukraina    | Ukraińska Wyszcza Liha | 2     | 0      |
| 2006/07 | Stal Ałczewsk       | Ukraina    | Ukraińska Wyszcza Liha | 11    | 0      |
| 2006/07 | Stal Ałczewsk       | Ukraina    | Ukraińska Wyszcza Liha | 11    | 0      |
| 2009    | VB Sports Club      | Malediwy   | Dhivehi League         | 4     | 0      |
| 2009    | Waltham Forest      | Anglia     | Istmian Div One        | ?     | ?      |
| 2012    | Sunshine Stars      | Nigeria    | Premier League         | ?     | ?      |
| 2013    | Sunshine Stars      | Nigeria    | Premier League         | ?     | ?      |

## Kariera reprezentacyjna
W 1997 roku Okunowo był kapitanem juniorskiej reprezentacji Nigerii U-17, która wygrała Meridian Cup w Portugalii, a on sam grał we wszystkich meczach. W tym samym roku zadebiutował w pierwszej reprezentacji 7 sierpnia w wygranym 1:0 meczu z Kamerunem rozegranym w ramach LG Cup. Zagrał także w drugim meczu tego turnieju, przegranym 0:2 z Tunezją.
W 1998 roku brał udział w jednym meczu eliminacyjnym do Pucharu Narodów Afryki z Burkina Faso. Rok później wystąpił w Młodzieżowych Mistrzostwach Świata, których Nigeria była gospodarzem i dotarła w nich do ćwierćfinału, odpadając tam po porażce 1:3 z Mali.
W 2000 roku brał udział w Pucharze Narodów Afryki w Nigerii i Ghanie. Grał we wszystkich meczach z wyjątkiem jednego. Grał także w finale z Kamerunem, w którym Nigeria przegrała po rzutach karnych (po 120 minutach był wynik 2:2) i została tylko wicemistrzem kontynentu. W tym samym roku wystąpił też na Igrzyskach Olimpijskich w Sydney, gdzie był podstawowym graczem. Z Nigerią doszedł do ćwierćfinału, w którym „Super Orły” doznały klęski 1:4 z Chile.

## Sukcesy
- Mistrzostwo Hiszpanii: 1999 z FC Barceloną
- Mistrzostwo Rumunii: 2004 z Dinamem Bukareszt
- Mistrzostwo Albanii: 2005 z SK Tirana
- Meridian Cup: 1997
- Wicemistrzostwo Afryki: 2000
- Ćwierćfinał IO: 2000